# Циклус злоупотребе
Циклус злоупотребе је понављање злостављачких образаца понашања које се догађа када се злостављана особа тако понаша према другима. Истраживања су показала да особе које злостављају и злоупотребљавају децу, старе или партнера често су и сами били злостављани. Циклус се преноси на наредну генерацију када деца злостављача постају родитељи и супружници.